# Kari Takko
Kari Takko, né le 23 novembre 1962 à Uusikaupunki en Finlande est un ancien gardien de but professionnel de hockey sur glace.
Repêché dans la Ligue nationale de hockey par les Nordiques de Québec 200e au total lors du repêchage d'entrée dans la LNH 1981, il ne parvint pas à s'entendre sur les termes d'un contrat avec la formation québécoise, ce qui le rendit éligible à un second repêchage; les North Stars du Minnesota le choisirent alors, 97e au total du repêchage d'entrée dans la LNH 1984.
Takko passa le plus clair de sa carrière en Finlande, jouant de 1978 à 1985 avec l'Ässät Pori de la SM-liiga. Il traversa ensuite l'Atlantique pour porter les couleurs des North Stars, ce qu'il fit pendant un peu plus de cinq saisons, principalement à titre de remplaçant de Don Beaupre ou de Jon Casey. Il fut échangé aux Oilers d'Edmonton en 1990-1991, avec lesquels il disputa onze matchs à titre d'auxiliaire de Bill Ranford avant de retourner en Europe la saison suivante. Il rejoua à Pori jusqu'en 1996; l'année suivante, il se joint au HV 71 de l'Elitserien, avec qui il joua jusqu'à sa retraite en 2000.
Takko fut un membre régulier de l'équipe de Finlande de hockey sur glace, prenant part à 104 matchs internationaux au cours des championnat du monde junior de hockey sur glace, championnat du monde de hockey sur glace, Jeux olympiques d'hiver et Coupe Canada.